# Exafroplacentalia
Exafroplacentalia (Notolegia) — заснований на молекулярно-генетичних дослідженнях, надряд ссавців плацентарних. Ними є Неповнозубі (4 сучасні родини і 18 сучасних видів), що включають мурахоїдові і броненосцеві, а також Boreoeutheria, до яких відносяться Лавразіотерії (Китоподібні (Cetacea), Комахоїдні (Eulipotyphla), Непарнокопитні (Perissodactyla), Парнокопитні (Artiodactyla), Хижі (Carnivora), Рукокрилі (Chiroptera), Панґоліни (Pholidota)) і Euarchontoglira —Glires (Гризуни (Rodentia) і Зайцеподібні (Lagomorpha)) +Euarchonta (Тупаєподібні (Scandentia), Летючі лемури (Dermoptera) і Примати (Primates)).
Exafroplacentalia виникли від 105 до 110 мільйонів років тому, в пізньому крейдяному періоді, відокремившись від сестринської групи Afrotheria. 

## Систематика
|               | Xenarthra                                                           |
|               |                                                                     |
| Boreoeutheria | \| \| Laurasiatheria \| \| \| \| \| \| Euarchontoglires \| \| \| \| |
|               | \| \| Laurasiatheria \| \| \| \| \| \| Euarchontoglires \| \| \| \| |
|               | Laurasiatheria                                                      |
|               |                                                                     |
|               | Euarchontoglires                                                    |
|               |                                                                     |

|  | Laurasiatheria   |
|  |                  |
|  | Euarchontoglires |
|  |                  |

|               | Xenarthra                                                           |
|               |                                                                     |
| Boreoeutheria | \| \| Laurasiatheria \| \| \| \| \| \| Euarchontoglires \| \| \| \| |
|               | \| \| Laurasiatheria \| \| \| \| \| \| Euarchontoglires \| \| \| \| |
|               | Laurasiatheria                                                      |
|               |                                                                     |
|               | Euarchontoglires                                                    |
|               |                                                                     |

|  | Laurasiatheria   |
|  |                  |
|  | Euarchontoglires |
|  |                  |